# Cosmophyga torneensis
Cosmophyga torneensis är en fjärilsart som beskrevs av Louis Beethoven Prout 1935. Cosmophyga torneensis ingår i släktet Cosmophyga och familjen mätare. Inga underarter finns listade i Catalogue of Life.